# Highland (Contea di Douglas, Wisconsin)
Highland è un comune degli Stati Uniti, situato in Wisconsin, nella Contea di Douglas.